# Silver Springs (Alaska)
Pour les articles homonymes, voir Silver Spring.
Silver Springs est une localité (Census-designated place) d'Alaska, aux États-Unis, située dans la Région de recensement de Valdez-Cordova, dont la population était de 114 habitants en 2010.
Elle est située le long de la Richardson Highway au sud de Glennallen, sur la rive ouest de la rivière Copper au sud de son confluent avec la rivière Tazlina
Les températures extrêmes vont de −59 °C en janvier à 36 °C en juillet.
Ses activités actuelles sont liées au tourisme avec fourniture d'hébergement et transports depuis Copper Center. L'aérodrome le plus proche est celui de Glennallen.

## Démographie
| 2000 | 2010 | - | - | - | - |
| ---- | ---- | - | - | - | - |
| 130  | 114  | - | - | - | - |